# Phormiata phormiata
Phormiata phormiata är en tvåvingeart som beskrevs av Grunin 1971. Phormiata phormiata ingår i släktet Phormiata och familjen spyflugor. Inga underarter finns listade i Catalogue of Life.